# Championnat du Danemark de hockey sur glace D2
La 1. Division est le deuxième niveau de hockey sur glace au Danemark après l'AL-Bank ligaen.

## Équipes[1]
- Aalborg 2
- Amager Ishockey
- Esbjerg 2
- Frederikshavn White Hawks 2
- Gentofte Stars
- Gladsaxe SF
- Herlev Hornets
- Herning Blue Fox 2
- IK Århus
- Odense Ishockey Klub 2
- Rungsted IK 2
- Rødovre Mighty Bulls 2